# Lisie Jamy (województwo podkarpackie)
Lisie Jamy – wieś w Polsce, położona w województwie podkarpackim, w powiecie lubaczowskim, w gminie Lubaczów.
Lisie Jamy alias Wólka Ostrowiecka były wsią starostwa niegrodowego lubaczowskiego na początku XVIII wieku. Do 1954 roku istniała gmina Lisie Jamy. W latach 1954–1961 wieś należała i była siedzibą władz gromady Lisie Jamy, w 1961 r. zmieniono siedzibę gromady na Lubaczów. W latach 1975–1998 miejscowość administracyjnie należała do województwa przemyskiego.
Nazwa Lisie Jamy związana jest z królem Janem III Sobieskim. Według legendy, podczas polowania w okolicach Lubaczowa natrafił na miejsce, w którym mieszkało mnóstwo lisów. "A co to za lisie jamy?", powiedział wtedy król i tym samym nadał nazwę tej miejscowości.
W II Rzeczypospolitej wieś w powiecie lubaczowskim województwa lwowskiego. W latach 1941–1947 nacjonaliści ukraińscy z OUN-UPA zamordowali tutaj 12 Polaków.
Według danych z 2011 roku miejscowość zamieszkiwało 1 111 osób.
Wieś jest siedzibą rzymskokatolickiej parafii Matki Bożej Fatimskiej.

## Integralne części wsi
| SIMC    | Nazwa    | Rodzaj     |
| ------- | -------- | ---------- |
| 0606240 | Flisy    | część wsi  |
| 0606270 | Misztale | przysiółek |
| 0606257 | Smolińce | część wsi  |
| 0606263 | Wygnańce | część wsi  |

## Zabytki
- Kościół parafialny pod wezwaniem Matki Bożej Fatimskiej
- Krzyż Turek

## Osoby związane z miejscowością
- Franciszek Misztal